# 500. Sz. Angster József Szakképző Iskola
Az 500. Sz. Angster József Szakképző Iskola Pécs első szakközépiskolája, mely 2005-ben ünnepelte fennállásának 120. évfordulóját. Az iskola 1991-ben vette fel Angster József orgonaépítő mester nevét, aki a Rét utcai központi épület egyik szponzora is volt. Az intézmény telephelyei: (1) Rét utcai épület: szakközépiskola, FIT, szakképző évfolyamok, (2) Petőfi utcai épület: szakiskola 9-10 évfolyam, szakképző évfolyamok, (3) Ifjúmunkás utcai tanműhely: gyakorlati oktatási hely.

## Története
A szakközépiskolát 1885-ben alapították Pécsi Tanonciskola néven. Ezzel Pécs és a dél-dunántúli régió legrégibb szakoktatási intézménye. Az iskola patinás központi épülete 1929-ben épült, s akkoriban az ország egyik legmodernebb szakiskolája volt.
A második világháború alatt az iskola ugyan megmaradt, de hatalmas károkat okoztak a szemléltetőeszközök és a berendezési tárgyak eltulajdonításával. A tantestület akkori tagjai, hogy mentsék a menthetőt, egy helyiségbe rakták be a fontosabb eszközöket, tárgyakat, majd ennek a helyiségnek a bejáratát befalazták. 1949-ben az intézményt államosították. Központi rendelkezésre 1950-ben a honvédség vette igénybe az iskola épületét. Az iskola épületének egy részét 1953-ban adták vissza. Az 1956/57-es tanévtől kezdve a szolgáltató ipar újjáéledésével lényegesen nőtt a tanulólétszám (1348 tanuló iratkozott be összesen a különböző szakokra). A hagyományos oktatás fenntartása mellett, 1962-ben megkezdődött a szakmunkásképző iskolákban az érettségit, és egyúttal szakmunkás bizonyítványt is adó 4 évfolyamos szakközépiskolák szervezése. Az 1982/83-as évben  az iskola új mérőteremmel és egy számítógéppel gazdagodott, majd az ezt követő évben, a leánykollégium helyén 5 tantermet és egy könyvtári olvasóhelyiséget alakítottak ki a hálótermekből.
Az iskola tanműhelye 1973-ban épült, ötszáz tanuló gyakorlati képzésére alkalmas. 1953-tól az iskola 500. Sz. Zrínyi Miklós Ipari Szakmunkásképző Intézet és Szakközépiskola néven működött, s 1991-ben vette fel Angster József nevét, aki a Rét utcai központi épület egyik szponzora is volt. Az 1995/96-os tanévben adta Pécs Megyei Jogú Város Önkormányzata a volt Petőfi Utcai Általános Iskola épületét az iskolának, a zsúfoltság és a tornateremhiány enyhítésére. Így az iskola elhelyezése a két épületben kielégítőnek mondható. 1996-ban praktikus meggondolásokból vette fel az iskola az ebben esetben szokásos szakképző iskola nevet.

## Külső hivatkozások
- Hivatalos weboldal